# 塔帕站
塔帕站（皇家轉寫：Sathani Tha Phra，泰語發音：[sā.tʰǎː.nīː tʰâː pʰráʔ]）位於泰國首都曼谷曼谷艾縣，為曼谷地鐵的一個車站。華喃峰 - 塔帕 - 叻松段於2019年7月29日啟用，島本 - 塔帕段於2020年3月30日啟用。